# Entrance (album)
Entrance è il primo album di Edgar Winter (fratello albino del più noto Johnny Winter) pubblicato dalla Epic Records nel novembre del 1970 e prodotto dallo stesso musicista.

## Tracce
Lato A
1. Entrance – 3:29 (Edgar Winter, Johnny Winter)
2. Where Have You Gone – 2:42 (Edgar Winter, Johnny Winter)
3. Rise to Fall – 4:06 (Edgar Winter, Johnny Winter)
4. Fire and Ice – 6:57 (Edgar Winter, Johnny Winter)
5. Hung Up – 3:04 (Edgar Winter, Johnny Winter)
6. Back in the Blues – 2:18 (Edgar Winter)
7. Re-Entrance – 2:41 (Edgar Winter, Johnny Winter)

Lato B
1. Tobacco Road – 4:06 (John D. Loudermilk)
2. Jump Right Out – 4:29 (Edgar Winter, Johnny Winter)
3. Peace Pipe – 4:40 (Edgar Winter)
4. A Different Game – 5:03 (Edgar Winter, Johnny Winter)
5. Jimmy's Gospel – 4:50 (Edgar Winter)

## Musicisti
- Edgar Winter - voce, sassofono alto, pianoforte, organo
- Edgar Winter - voce, sassofono, organo (brano B1)
- Johnny Winter - armonica
- Johnny Winter - chitarra (brano B1)
- Randal Dolanon - chitarra
- Gene Kurtz - basso
- Tommy Shannon - basso (brano B1)
- Jimmy Gillen - batteria
- John Turner - batteria (brano B1)
- Brooks Tillotson - strumenti a fiato
- Earl W. Chapin - strumenti a fiato
- Ray Alonge - strumenti a fiato
- Emanuel Green - strumenti ad arco
- Gene Cahn - strumenti ad arco
- Paul Gershman - strumenti ad arco
- Ralph Oxman - strumenti ad arco
- Russell Savkus - strumenti ad arco
- Steve Paul - direttore musicale